# Heir presumptive
Heir (eller heiress) presumptive, presumtiv tronföljare (i fråga om kungatroner) eller presumtiv arvtagare (ifråga om adelstitlar eller egendom), är en engelskspråkig beteckning för en presumtiv arvinge till en kungatron eller adelstitel. 
I motsats till en oomtvistad tronföljare (engelska: Heir apparent) vars födslorätt inte kan åsidosättas genom någon annans födsel, så kan en presumtiv tronföljare bli undanträngd om någon föds med starkare arvsanspråk. Omvänt kan en ny presumtiv tronföljare framträda om någon med starkare arvsanspråk avlider utan egen bröstarvinge.
Även om uttrycket härrör från Storbritannien har fenomenet förekommit i andra arvmonarkier när tronen antingen ärvs av en kvinna (när tronföljden inte är rent kognatisk) eller någon annan än en bröstarvinge enligt principen om primogenitur ärver tronen.

## Exempel ur den brittiska historien
Henrik VIII:s båda döttrar var efter varandra heiress presumptive, tills den manlige arvingen, den senare Edvard VI föddes. Efter broderns död innehade Elisabet den positionen i förhållande till halvsystern Maria, som själv hade haft den under broderns regering (bortsett från de till slut misslyckade försöken att lansera Jane Grey i stället).
Drottning Anna var heiress presumptive till sin syster Maria II och dennas gemål Vilhelm III. Då Anna själv, trots många födslar, inte hade något till vuxen ålder levande barn, var länge kurfurstinnan Sofia av Hannover hennes förutsedda arvinge. Då Anna överlevde kurfurstinnan med några veckor, gick tronanspråken över till dennas son, vilken som Georg I besteg den brittiska tronen.
Drottning Viktoria var till sin tronbestigning heiress presumptive, då man officiellt aldrig kunde utesluta, att hennes barnlöse farbror och företrädare Vilhelm IV skulle komma att avla en arvinge. Denne hade i sin tur haft positionen under sin äldre brors, Georg IV:s regeringstid, eftersom dennes tilltänkta heiress presumptive, Charlotte dog i barnsäng 1817. Inte heller barnet överlevde.
Under alla omständigheter var heir/heiress presumptive i alla dessa fall en inofficiell beteckning. Formellt kallades de prinsessor, på motsvarande sätt som andra arvsberättigade medlemmar av kungahuset. Formell benämning blev heiress presumptive först till förmån för drottning Elizabeth II. Hennes far, Georg VI hade uttalat att han inte hade för avsikt att avla fler barn. (Georg VI själv var heir presumptive till sin barnlöse bror Edvard VIII).
Man ville inte helt bryta med traditionen och utropa henne till "prinsessa av Wales". Det ansågs inte heller tidsenligt att bara omtala henne som "prinsessan Elizabeth", när hon var landets tronföljare och med största sannolikhet blivande suverän. Man kom då på denna lösning, att lyfta fram den informella benämningen som officiell beteckning.